# Norrholmen, Salo
Norrholmen är en ö i Finland. Den ligger i Skärgårdshavet och i kommunen Salo i den ekonomiska regionen  Salo i landskapet Egentliga Finland, i den sydvästra delen av landet. Ön ligger omkring 58 kilometer sydöst om Åbo och omkring 110 kilometer väster om Helsingfors.
Öns area är 1,2 hektar och dess största längd är 170 meter i nord-sydlig riktning. I omgivningarna runt Norrholmen växer i huvudsak blandskog. Norrholmen ligger i Pettufjärden, västra sidan om Pettu.